# Mick Talbot

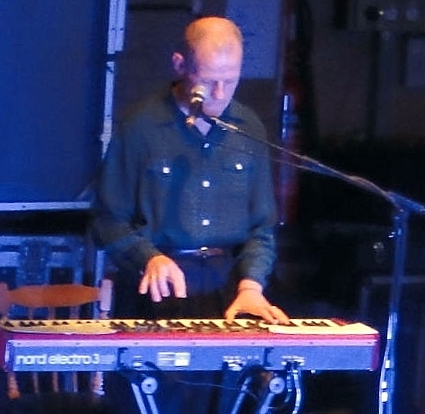
Mick Talbot, 2012

Mick Talbot (* 11. September 1958 in London) ist ein britischer Musiker und Keyboarder, der insbesondere durch seine Zusammenarbeit mit dem Sänger und Gitarristen Paul Weller bekannt wurde.
Mitte der 1970er Jahre gründete er in London gemeinsam mit seinem Bruder Danny die Mod-Revival-Band The Merton Parkas, die gemeinsam mit The Jam Wegbereiter einer zweiten großen Mod-Welle in England waren. Nachdem diese Gruppe sich 1980 trennte, schloss er sich zunächst Dexys Midnight Runners und der New-Wave- bzw. Soulgruppe The Bureau an.
Ab 1983 bildete er gemeinsam mit Paul Weller The Style Council, die bis zu Beginn der 1990er Jahre etliche Top-10-Hits in Großbritannien und einige Erfolge in Deutschland aufweisen konnte. 1990 wurde der bestehende Plattenvertrag seitens des Labels aufgelöst. Talbot spielte bei einigen Soloaufnahmen von Paul Weller weiter. 
Mit dem Schlagzeuger Steve White, der ebenfalls von Style Council kam, veröffentlichte er einige Projekte unter dem Namen "Talbot/White", bevor sie im Jahr 2003 mit dem Bassisten Damon Minchella (früher Ocean Colour Scene) die Jazz-/Funk-Band The Players gründeten. 
Seine Liebe zu Jazz und Funk hatte Talbot bereits 1991 bewiesen, als er auf dem Album "Road to Freedom" der britisch/amerikanischen Acid-Jazz-Formation Young Disciples sowie in gelegentlicher Mitarbeit bei Galliano Keyboard spielte. 2009 tourte Talbot in England mit Candi Staton.
Seit 2011 ist er permanentes Mitglied der Band Dexys, die aus den ehemaligen Dexys Midnight Runners hervorgegangen ist.